# Luke Young
Luke Paul Young (født 19. juli 1979 i Harlow, England) er en engelsk tidligere fodboldspiller. Gennem karrieren spillede han for blandt andet Tottenham Hotspur, Middlesbrough og Charlton Athletic. Han spillede positionen midterforsvar.

## Landshold
Young nåede i sin tid som landsholdsspiller (2005-2009) at spille 7 kampe for Englands landshold. Han fik sin debut den 28. maj 2005 i en kamp mod USA.

## Resultater
Engelsk Liga Cup
- 1999 med Tottenham Hotspur

Engelsk Liga Cup
- 2010 med Aston Villa

Årets spiller
- 2004-05 med Charlton Athletic (kåret af klubbens fans)